# Melicytus latifolius
Melicytus latifolius är en tvåhjärtbladig växtart som först beskrevs av John Lindley, och fick sitt nu gällande namn av Peter Shaw Green. Melicytus latifolius ingår i släktet Melicytus och familjen Achariaceae. Inga underarter finns listade i Catalogue of Life.